# Ikarus (альбом)
Ikarus — концертный альбом чешского исполнителя Яромира Ногавицы. Официально диск вышел 11 февраля 2008 года, но в этот день его получили только те, кто сделал предварительный онлайн-заказ. В свободную продажу диск поступил в марте 2008 года и по итогам года альбом стал самым продаваемым диском в Чехии.

## Об альбоме
Ikarus был записан на восьми концертах, исполненных с 17 по 24 января 2008 г. в Остраве. За записью диска можно было наблюдать в дневнике, открытом для этой цели на официальном сайте музыканта. Альбом содержит пятнадцать песен, в число которых вошла песня Владимира Высоцкого «Песня о друге» («Píseň o příteli») в переводе Ногавицы. Текст песни «Ona je na mě zlá» положен на музыку Людвига ван Бетховена.
Одинокий мазок кисти на обложке альбома символизирует взлёт и падение Икара.

## Список композиций
1. «Já si to pamatuju» — 4:52
2. «Ty ptáš se mě» — 3:39
3. «Noe» — 2:13
4. «Píseň o příteli» — 2:39
5. «Ježíšek» — 2:56
6. «Co se to stalo, bratříčku» — 2:35
7. «Do dne a do roka» — 3:22
8. «Pro Martinu» — 3:11
9. «On se oběsil» — 2:16
10. «Ona je na mě zlá» — 1:51
11. «Prošel jsem hlubokým lesem» — 2:25
12. «Ostravian Pie» — 2:33
13. «Ikarus» — 2:53
14. «Sloní hřbitovy» — 2:08
15. «Mám jizvu na rtu» — 3:47

## Участники записи
- Яромир Ногавица: вокал, гитара

Специальные гости
- Михал Жачек: саксофон-сопрано (5), флейта (10)
- Далибор Цидлинский (младший): фортепиано (15)